# Ка-37
Камов Ка-37 е безпилотен летателен апарат проектиран за въздушна фотография, излъчване на телевизионни и радиопредавания, доставка на медикаменти, храна, поща и спешна помощ при бедстваия или извънредни ситуации.
Летателният апарат използва коаксиален ротор задвижван от двигател с мощност 45 kW. Операторът може да се намира в превозно средство с монитори за контрол на полета или да използва ръчно радио управление.